# Arthur Pétillon
Majoor Arthur Pétillon (Péruwelz, 1 september 1855 - Etterbeek, 8 oktober 1909) was een Belgisch artillerieofficier die van 1890 tot 1894 actief was in de Kongo Vrijstaat. Toen nog kapitein, was hij betrokken bij de uitbouw van de vestiging Boma, strategisch gelegen aan de monding van de Congo, onder supervisie van generaal Brialmont. Hij keerde in 1894 naar België terug en kreeg verschillende onderscheidingen. Hij werd later gemeenteraadslid in Etterbeek, waar een straat en een metrostation naar hem vernoemd zijn.